# 天主教热河教区
天主教熱河教區（拉丁語：Dioecesis Geholensis；又稱為：天主教錦州教區；中國官方教會稱為：遼西教區）是天主教在中國東北遼寧省西部及內蒙古自治區東部設立的一個教區，屬於满洲教省。

## 概況
1946年4月11日，聖座在中國設立聖統制，熱河宗座代牧區升格為熱河教區，屬於满洲教省。
1949年，熱河教區信徒人數為31,845人、40個堂區、76位司鐸、47位修士和46位修女。教座位於遼寧省朝阳市的松树嘴子主教座堂。現時，教區處於教座出缺狀態，由河北省易縣助理宗座監牧陳蒼保主教出任宗座署理。

## 历史
1883年12月21日，聖座將蒙古宗座代牧區一分為三，成立西南蒙古宗座代牧區、中蒙古宗座代牧區及東蒙古宗座代牧區。東蒙古宗座代牧區由聖母聖心會負責管理，管轄黑龍江省、直隸省北部和內札薩克蒙古東部地區，教座設在直隸省朝陽的松樹嘴子，呂繼賢任首任宗座代牧。
1922年，聖座從東蒙古宗座代牧區劃出熱河省北部的6個縣，設立赤峰宗座監牧區。1924年12月3日，東蒙古宗座代牧區以教座所在地更名為熱河宗座代牧區。1928年7月9日，聖座從吉林宗座代牧區和熱河宗座代牧區劃出黑龍江省西南部，設立齊齊哈爾自治傳教區。1929年8月2日，聖座再分別從熱河宗座代牧區和奉天宗座代牧區劃出奉天省西部及熱河省北部地區，設立四平街宗座監牧區。
1933年3月日本關東軍佔領熱河省，且將當地劃歸滿洲國管轄，但仍准許外籍神父繼續在當地傳教及服務。1939年，南阜民主教將主教府遷往淩源。1945年8月15日日本昭和天皇宣佈投降，中華民國從滿洲國接收東北四省。1946年4月11日，聖座將熱河宗座代牧區升格為熱河教區，屬於满洲教省，南阜民主教繼續出任教區正權主教。
1947年6月東北人民解放軍攻佔淩源，南阜民主教與大部分神職人員逃往北平，在北平西城區東廊下20號設立熱河教區駐京辦事處。1948年1月9日，南阜民主教獲准辭任及返回比利時，同年4月9日由德化隆接任成為熱河教區正權主教。1949年10月1日，中國共產黨在中國大陸地區建立中華人民共和國，並開始針對天主教進行宗教迫害及打壓，教會已經無法正常功能。1953年12月，德化隆主教因組織祈禱信徒團體聖母軍而被控從事反革命活動被捕及遭到驅逐，搭乘美人郵輪從天津前往英屬香港。其後，其他外籍傳教士先後被捕，並被中國政府驅逐出境。1954年，熱河教區駐京辦事處被迫關閉。熱河教區由師化愚神父出任代理主教，但在1958年師神父在熱河省灤平縣周營子勞改營中病逝。
1955年7月，第一屆全國人民代表大會決定撤銷熱河省，並其縣劃歸河北省、遼寧省和內蒙古自治區。1955年，由中國政府控制的組織中國天主教友愛國會未經聖座准許，擅自將熱河教區的河北省地區分設成立承德教區。1958年，愛國會再擅自將熱河教區教座搬到遼西省省會錦州市東關天主堂，且改為遼西教區。同年6月22日，自選自聖趙佑民為遼西教區主教。
1960年，遼西教區主教公署被強迫關閉。1966年至1979年文化大革命期間，教區的所有宗教活動停止。1981年9月，中國天主教愛國會擅自將遼寧省內的奉天總教區、撫順教區、營口教區與熱河教區遼寧省的管轄區，合併及更名為遼寧教區。
2010年11月20日，愛國會自選自聖郭金才為承德教區首任主教。2018年9月22日中梵就主教任命權達成協議，聖座分別從赤峰教區和熱河教區劃出河北省的承德及附近地區成為承德教區。

## 歷任主教

### 東蒙古宗座代牧
- 吕继贤主教, C.I.C.M.（1883年12月11日-1896年8月4日）：荷蘭籍[6]

### 熱河宗座代牧
- 叶步司主教, C.I.C.M.（1897年7月5日-1942年2月4日）：比利時籍[7]
  - 助理宗座代牧南阜民主教, C.I.C.M.（1922年7月28日-1942年2月4日）：比利時籍
- 南阜民主教, C.I.C.M.（1942年2月4日-1946年4月11日）：比利時籍[8]

### 熱河主教
- 南阜民主教, C.I.C.M.（1946年4月11日-1948年1月9日）：比利時籍
- 德化隆主教, C.I.C.M.（1948年4月9日-1971年1月19日）：比利時籍，未能到達熱河就任。[9][10]
- 教座出缺（1971年-現在）
  - 宗座署理劉書和主教（1982年-1993年5月2日）：河北省易縣助理宗座監牧。
  - 宗座署理陳蒼保主教（？-現任）：河北省易縣助理宗座監牧。